# Choc carcéral
 (mars 2025).
Motif : Sources secondaires centrées insuffisantes.
- Archive Wikiwix
- Bing
- Cairn
- DuckDuckGo
- E. Universalis
- Gallica
- Google
- G. Books
- G. News
- G. Scholar
- Persée
- Qwant
- (zh) Baidu
- (ru) Yandex
- (wd) trouver des œuvres sur Wikidata

| 1. | Préciser le motif de la pose du bandeau. | Précisez le motif de la pose du bandeau en utilisant la syntaxe suivante : {{admissibilité à vérifier\|date=mai 2025\|motif=remplacez ce texte par le motif}}                      |
| 2. | Informer les utilisateurs concernés.     | Pensez à avertir le créateur de l'article, par exemple, en insérant le code ci-dessous sur sa page de discussion : {{subst:avertissement admissibilité à vérifier\|Choc carcéral}} |

Le choc carcéral est l'ensemble des répercussions psychologiques résultant d'une première incarcération.
Le choc carcéral (en anglais Shock probation) est le nom du choc produit lors d'une première incarcération.

## Description
Le choc carcéral est une étape traumatisante de l'incarcération. Il fait l'objet de mesures anti-suicide en milieu carcéral.